# 金·马尔基
金伯莉·杜安·马尔基（英語：Kimberly Duane Mulkey，1962年5月17日—），美国前女子篮球运动员。她曾获得1983年泛美运动会女子篮球比赛金牌和1984年夏季奥运会女子篮球比赛金牌。